# Californian (goélette)
Pour les articles homonymes, voir Californian.
Le Californian est une goélette à hunier en bois construit en 1984 sur un chantier naval  de San Diego. C'est une réplique du célèbre cotre des douanes américaines C.W. Lawrence, construit en 1848, qui a patrouillé sur les côtes de la Californie au cours de la ruée vers l'or.

## Histoire
Le Californian a été construit  au Spanish Landing Bay de San Diego par la Nautical Heritage Society. Par une résolution de l'Assemblée de juin 1983, Il a représenté les États-Unis, dès son lancement en 1984, aux Jeux olympiques d'été de 1984 de Los Angeles. 
Pendant 18 ans il a offert des programmes éducatifs pour la jeunesse californienne, naviguant en Californie du Sud pendant septembre à avril et dans des eaux de Californie du Nord de mai à août. Il a participé à de nombreux tournages pour le cinéma.
En juin 2002, il a été racheté par le Musée maritime de San Diego grâce à une contribution de la fondation Sheila Potiker.
Il y a subi une restauration complète, estimée à 400 000 dollars.
Le 23 juillet 2003, le gouverneur Arnold Schwarzenegger a fait signer une résolution le faisant « the official state tall ship » (le grand voilier officiel de l'état).